# Буянки (станция)
Буянки́ — станция Владивостокского отделения Дальневосточной железной дороги на 43 км линии Сибирцево-Новочугуевка. При станции находится посёлок, административно входящий в состав посёлка Реттиховка Черниговского района Приморского края.

## Характеристика станции
К станции примыкают два однопутных перегона: в нечётном направлении Буянки — Реттиховка (13 км), в чётном направлении Буянки — Тихоречное (16 км).
Станция выполняет следующие операции:
- приём и выдача повагонных отправок грузов, допускаемых к хранению на открытых площадках станций;
- приём и выдача грузов повагонными и мелкими отправками, загружаемых целыми вагонами, только на подъездных путях и местах необщего пользования;
- посадка и высадка пассажиров на (из) поезда пригородного и местного сообщения; приём и выдача багажа не производятся.

По состоянию на январь 2021 через станцию Буянки следует с остановкой один пригородный поезд в день: по чётным числам Владивосток — Новочугуевка, по нечётным числам Новочугуевка — Владивосток. 

## Поселок Буянки
Посёлок при станции Буянки состоит из нескольких частных домовладений и воинской части. Посёлок не имеет статуса населённого пункта и административно является частью посёлка Реттиховка, который находится в 8,5 км к западу (12 км по автодороге).
Через посёлок Буянки проходит автодорога Арсеньев — Хороль, по которой осуществляется регулярное автобусное сообщение по маршруту Арсеньев — Черниговка — Сибирцево (1 рейс в день в каждую сторону).